# Dendrotrophe buxifolia
Dendrotrophe buxifolia là một loài thực vật có hoa trong họ Santalaceae. Loài này được (Blume) Miq. mô tả khoa học đầu tiên năm 1856.